# K-12 (àlbum)
K-12 és el segon àlbum d'estudi de la cantant i compositora estatunidenca Melanie Martinez. Va ser llançat mundialment el 6 de setembre de 2019 per la discogràfica Atlantic Rècords.

## Antecedents i desenvolupament

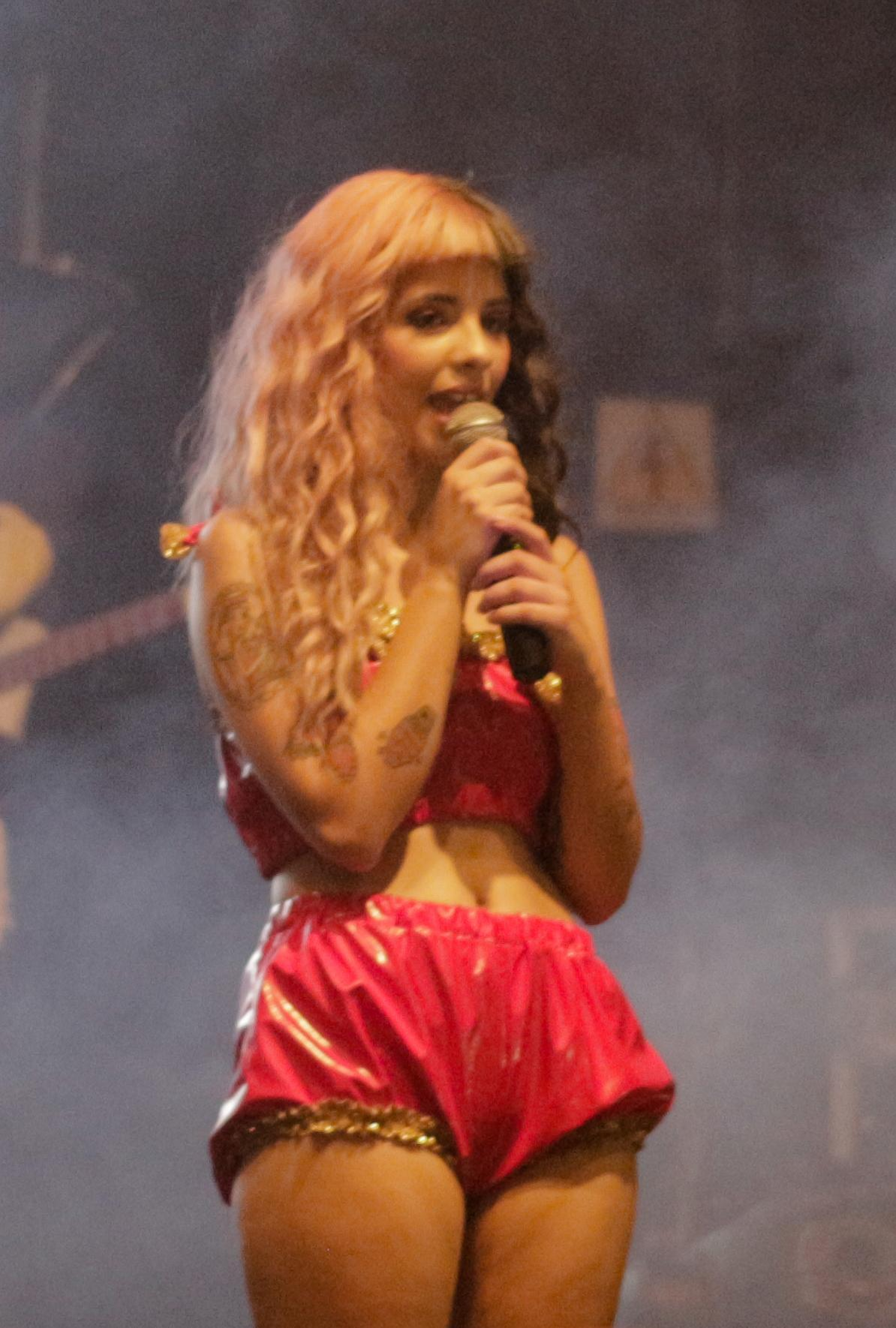
Martinez va començar a desenvolupar l'àlbum pocs mesos després de la publicació de Cry Baby (2015). A la imatge, la cantant durant el Cry Baby Tour.

Només alguns mesos després d'haver publicat el seu primer àlbum d'estudi conceptual, Cry Baby l'any 2015, Melanie Martinez va revelar que «sabia exactament» com seria el seu pròxim projecte, malgrat no donar molta informació, va explicar que la seva intenció era connectar tots els seus àlbums i continuar amb la història de Cry Baby. Així mateix va fer a aquest últim personatge la narradora de la nova història, i va confessar que tractaria sobre el lloc on viu i que introduiria nous personatges, a més s'allunyaria de les històries de la família de Cry Baby desenvolupades en l'anterior disc. Entre març i maig de 2016, Martinez va comentar que el material encara estava en els processos de composició, i que no planejava llançar-lo aviat, a més va publicar en el seu compte d'Instagram un fragment de la lletra d'una de les cançons. Eventualment, la cantant va assegurar que no donaria detalls del projecte fins a finalitzar els vídeos musicals promocionals de Cry Baby; també va revelar que la seva parella del moment, el productor Michael Keenan, tornaria a treballar amb ella en l'àlbum, després d'haver-lo fet en l'anterior. A l'agost del mateix any, després de ser entrevistada per un editor de la revista Vogue per parlar de la seva participació en el Lollapalooza 2016, va confirmar que havia acabat d'escriure l'àlbum, i que estava en procés de producció. A finals d'octubre va anunciar que estava realitzant els «tocs finals i acabant de repassar petits detalls»; també va comentar que l'àlbum sortiria en algun moment del 2017, i que igual que Cry Baby, aquest nou projecte seria un àlbum conceptual i contindria tretze cançons.

Durant una entrevista amb el portal de notícies G1, la cantant va comentar que el seu nou material era sobre «curar-se a través de la música [i] ajudar a la gent», i que encara que era molt personal, havia de «tenir aquest aspecte de curació per a altres persones».[1] Al març de 2017, Martinez va confirmar per a l'edició argentina de la revista Billboard que havia treballat amb Emily Warren—coescritora de «Soap»— en tres cançons del disc perquè segons la intèrpret, Warren és «l'única amb la qual podria compondre una cançó en aquest moment de la meva vida, perquè tot el material és molt personal i ve des de molt endins meu». Igualment va esmentar que potser l'àlbum trigaria més de l'esperat pel fet que es trobava component les bonus tracks i treballant en l'aspecte visual. Després de l'elecció del president dels Estats Units, Donald Trump, Martinez va admetre estar «terroritzada» amb el fet, i que a causa del polèmic panorama en el qual es trobava el país, havia escrit una cançó en la qual el personatge principal té un nom que és un joc de paraules per a Trump.
Serà un àlbum molt visual en la mesura que ho vas escoltant, ja que hi ha molts sons com de pel·lícula que aniran ajudant a crear imatges. Un munt dels temes del proper disc també tenen un doble significat.  
D'altra banda, Melanie Martinez va fer una entrevista a l'estació de ràdio Rock & Pop on va dir que l'àlbum seria molt visual, ja que això l'ajudaria a «explicar una història de principi a final». També va parlar sobre el personatge de Cry Baby en aquesta nova història, on ara ella estaria creixent: «Cry Baby és una nena, però el pròxim àlbum serà sobre ella fent la transició cap a una jove adulta. És un tipus de procés de créixer, des de la primera cançó fins a l'última». Sobre el llançament de l'àlbum, va comentar que de moment no havia fixat una data encara perquè volia passar la resta de l'any dedicant-se a la creació de tot l'apartat visual.

## Llançament i portada
Al febrer de 2019, Martinez va revelar que, encara que l'àlbum ja estava acabat, esperaria a finalitzar l'edició de la pel·lícula amb la finalitat de publicar-los junts a finals d'estiu. També va dir que no hi hauria cap senzill al disc. El 15 de maig la cantant va publicar un vídeo de dinou segons a les seves xarxes socials. En ell, Martinez sota el personatge de Cry Baby, entra a una aula de classes on la mestra i els alumnes la miren d'una forma molt estranya i terrorífica. El curt conclou amb un cartell on es llegeix «K-12». L'endemà, va revelar la portada de l'àlbum, la qual mostra a la cantant d'esquenes a un gran edifici rosa clar, el qual podem intuir que es tracta d'una escola o un institut, mentre que al seu costat se situa un autobús escolar del mateix color. Dies després va pujar a les xarxes socials dos nous videos avançant escenes de la pel·lícula i petites parts de les cançons. En un d'aquests nous avenços, Martinez va confirmar la data de llançament del disc, el 6 de setembre de 2019.

## Promoció

### Senzills
Melanie Martinez va anunciar al gener de 2020, cinc mesos després del llançament de K-12 que la cançó Lunchbox Friends seria el senzill principal de l'àlbum. Abans, Martinez havia promocionat High School Sweethearts i Strawberry Shortcake com a singles promocionals al juliol de 2019, a través d'un llançament en vinil.

### Pel·lícula
Des de l'inici, Melanie Martinez va expressar que l'àlbum seria «extremadament visual» ja que la seva intenció «reflectir els signes d'aquesta era». Per això, la cantant va confirmar que hi hauria una pel·lícula que acompanyaria el llançament del disc amb la finalitat de buscar una nova manera d'explicar la història del disc auditiva i visualment, a diferència dels tretze vídeos musicals de Cry Baby, publicats per separat. Va dir que la pel·lícula era la seva principal prioritat i seria una «barreja de terror i drama», on ella s'encarregaria de la direcció i el guió, a més d'altres aspectes com l'estètica i el maquillatge. La pel·lícula es va estrenar el 5 de setembre de 2019, és a dir, un dia abans del llançament de l'àlbum, en cinemes al voltant del món. També es troba disponible gratuïtament en el canal de YouTube de la cantant.

## Música i lletres
K-12 va ser produït en la seva majoria per Michael Keenan, qui prèviament havia col·laborat amb Melanie Martínez en algunes cançons del seu àlbum anterior, Cry Baby. Un tema, Drama Club, va ser produït pels freqüents col·laboradors de Martinez, Kinetics & One Love. El lloc web oficial de la cantant descriu el so de K-12 com "un vibrant i singular gresol de hip-hop, soulful pop i indie-leaning electro". La lletra de les cançons parla de les experiències de tots dos personatges de Melanie, Cry Baby, a l'escola Sleepaway K-12, i de temes més generals. Altres temes destacables són Drama Club i Strawberry Shortcake, en els quals es discuteixen diferents formes de sexisme i discriminació de gènere, Lunchbox Friends, en la qual Melanie Martinez parla d'amics falsos i un anhel d'amistat real i duradora, Orange Juice, un tema que parla sobre la bulímia i inseguretats relacionades amb el cos, Teacher's Pet, on es descriu i critica el romanç entre estudiants i professors i The Principal i Detention, que exploren el tema del desequilibri de poder entre els estudiants i el personal, juntament amb la cobdícia i el tracte injust dels alumnes, Show & Tell parla de com la gent arriba a pensar que les celebritats són perfectes i alhora parla de com els fans de Melanie Martinez l'arriben a tractar de manera irrespectuosa, a tal punt d'etiquetar-la com a mala persona per no voler fer-se una fotografia. Altres cançons de l'àlbum parlen sobre esdeveniments i escenes de la pel·lícula.

## Recepció crítica

### Àlbum
Macy Wilbur de The Daily Free Press va donar una crítica generalment favorable de l'àlbum, anomenant-lo "un àlbum encara més poderós que el seu debut", elogiant les veus "inquietants" i la producció "misteriosa". Per una banda va considerar Wheels on the Bus, Lunchbox Friends i Orange Juice com les cançons culminants de l'àlbum, i per l'altra banda Show & Tell i Drama Club com els temes més febles, descrivint la producció de la primera com "avorrida si l'oient no està interessat en la lletra" i la segona com a "repetitiva". Julian Denizard de The Breeze va donar una crítica negativa general de l'àlbum, afirmant que "El problema principal amb K-12 es redueix als nivells de talent de Martinez i la seva habilitat per crear una cançó a nivell tècnic. Sobre el paper, la seva estètica i les idees explorades en aquest àlbum poden ser realment convincents, com Strawberry Shortcake, que toca temes de dismorfia corporal entre les adolescents. No obstant això, a Martinez li falta la capacitat de lliurar aquests conceptes d'una manera agradable. Desafortunadament, aquest àlbum probablement hauria estat millor si un altre artista l'hagués manejat". Va descriure Nurse's Office com el pitjor tema de l'àlbum, dient que la seva tornada és repetitiva i afirmant: "Si Martinez intentava imitar a un bebè amb aquest tema, el feia de la manera menys interessant possible". Va descriure Show & Tell com un "tema fort" però incapaç de "justificar les altres actuacions anodines de l'àlbum".

### Pel·lícula
En una crítica positiva, Mike Wass de Idolator va descriure la pel·lícula com un "musical pop retorçat". Va elogiar la "perfecta" integració de la música de l'àlbum en la trama de la pel·lícula i va comparar els visuals amb els de les pel·lícules de Tim Burton i Wes Anderson. Va afirmar que "Melanie ha creat una pel·lícula cohesiva, divertida i poderosa des del principi, i també ha lliurat 13 còpies", i que Wheels on the Bus, High School Sweetheethearts i Lunchbox Friends són cançons de l'àlbum destacades. Va acabar la ressenya aconsellant al lector que "[veiés] la pel·lícula abans d'escoltar l'àlbum per a obtenir l'experiència completa". Després de tot, així és com Melanie pretenia que es consumís aquesta era."
Will Hanson, de The Baker Orange, va fer una crítica mixta, descrivint-la com a "falta d'actuació i d'una narrativa feble", afirmant que "les imatges i la música fan que la pel·lícula sigui molt agradable per a un fanàtic de Martinez". Els espectadors sense experiència prèvia amb Martinez tindran dificultats per trobar el plaer", i també comparant la pel·lícula amb les obres de Burton. Concedint a la pel·lícula un 7 sobre 10, va concloure dient: "En la majoria dels casos, la bellesa visual i la música no salvarien una pel·lícula d'una mala actuació, però l'encant de Martinez permet que la pel·lícula funcioni a un nivell agradable”.

## Rendiment comercial
K-12 va debutar en el número tres en el Billboard' 200 amb 57.000 unitats. D'aquestes, 30.000 eren vendes pures d'àlbums. Aquest és el segon àlbum de Martínez que entra en el Top 10 del Billboard Hot 200 dels Estats Units. És el segon àlbum de Martínez a ser número 1 en el Billboard Top Alternative Albums.

## Llista de cançons
| Núm.          | Títol                                  | Composició                                     | Productor(es)       | Durada |
| ------------- | -------------------------------------- | ---------------------------------------------- | ------------------- | ------ |
| 1.            | «Wheels on the Bus»                    | Melanie Martinez, Michael Keenan, Emily Warren | Michael Keenan      | 3:40   |
| 2.            | «Class Fight»                          | Martinez, Keenan                               | Keenan              | 2:41   |
| 3.            | «The Principal»                        | Martinez, Keenan                               | Keenan              | 2:56   |
| 4.            | «Show & Tell»                          | Martinez, Keenan                               | Keenan              | 3:35   |
| 5.            | «Nurse's Office»                       | Martinez, Keenan                               | Keenan              | 3:22   |
| 6.            | «Drama Club»                           | Martinez, Jeremy Dussolliett, Tim Sommers      | Kinetics & One Love | 3:45   |
| 7.            | «Strawberry Shortcake»                 | Martinez, Keenan, Warren                       | Keenan              | 3:04   |
| 8.            | «Lunchbox Friends»                     | Martinez, Keenan                               | Keenan              | 2:49   |
| 9.            | «Orange Juice»                         | Martinez, Keenan                               | Keenan              | 3:37   |
| 10.           | «Detention»                            | Martinez, Keenan                               | Keenan              | 3:56   |
| 11.           | «Teacher's Pet»                        | Martinez, Keenan                               | Keenan              | 4:01   |
| 12.           | «High School Sweethearts»              | Martinez, Keenan                               | Keenan              | 5:11   |
| 13.           | «Recess»                               | Martinez, Keenan, Warren                       | Keenan              | 3:50   |
| 14.           | «Fire Drill (Créditos de la película)» | Martinez, Keenan                               |                     | 4:17   |
| Durada total: | Durada total:                          | Durada total:                                  | Durada total:       | 46:27  |